# 마쓰모토 가오리
마쓰모토 가오리(일본어: 松本 薫,1987년 9월 11일~)는 일본의 유도 선수이다.

## 경력
이시카와현 가나자와시에서 태어난 마쓰모토는 6세 때에 유도를 시작하였다. 고등학교 재학 시절 오른쪽 어깨 골절 부상을 입었다. 대학 시절에는 균형이 맞지 않는 다이어트를 하였고 코뼈와 오른쪽 팔꿈치가 부러지는 부상을 입었다. 2009년 세계 선수권 대회에서는 자신의 오른손이 부러져 5위에 그쳤다.
그 사건들 후에 마쓰모토는 자신의 식사 체질을 조절하기 시작했고 식량 교육의 중요성을 배웠다. 이후 2010년 1월의 월드 마스터스부터 12월 도쿄 그랜드슬램까지 연속적으로 7번이나 국제 대회에서 우승했다.
2010년 도쿄에서 열린 2010년 세계 선수권 대회 라이트급 부문에서 우승했다. 이듬해인 2011년 8월 파리에서 열린 2011년 세계 선수권 대회에서 동메달을 획득했다. 같은 해 12월에 도쿄 그랜드슬램에서 우승하였다.
2012년 1월 알마티에서 열린 월드 마스터스 대회와 2월 뒤셀도르프 그랑프리에서 우승했다. 같은 해 영국 런던에서 열린 2012년 하계 올림픽에 나간 마쓰모토는 라이트급 결승전에서 루마니아의 코리나 커프리오리우를 꺾고 금메달을 획득하였다. 마쓰모토의 금메달은 일본 선수단이 런던 올림픽에서 획득한 첫번째 금메달이자 유도 종목에서 획득한 유일한 금메달이다. 런던 올림픽 이후에 일본에서 어린이들을 위한 지원자 일을 시작하였다.
2016년 리우데자네이루에서 열린 2016년 하계 올림픽에서 동메달을 획득했으며, 이 대회가 마지막 국제 대회가 되었다. 이후 2019년에 현역에서 은퇴했다.